# De Navel van de Dubbele God
De Armageddon Reiziger is een stripalbum uit 2007 en het drieëntwintigste deel uit de stripreeks Storm, getekend door Romano Molenaar en ingekleurd door Jorg de Vos naar een scenario van Martin Lodewijk. Het is het veertiende deel van de subreeks De kronieken van Pandarve.

## Verhaallijn
Storm, Roodhaar en Nomad worden door priesters ingehuurd om een kostbaar relikwie te heroveren van bandieten. Het spoor leidt naar Skeggenesse waar ze erachter komen dat de bandieten oude bekenden zijn. Boforce en haar metgezellen zijn op zoek naar kopers voor het relikwie en ze komen nog één bieder te kort. Storm beraamt een plan waarbij Roodhaar zich voordoet als een afgezant van een derde bieder. Tijdens de uitvoering van het plan wordt Boforce overmeesterd en gevangengenomen door de autoriteiten van Skeggenesse.